# Аньялово
Анья́лово (фин. Anjala) — деревня в Лесколовском сельском поселении Всеволожского района Ленинградской области.

## Название
Название происходит, по одной из версий, от одного из старых имён реки Авлога (Вола, Влога, Никулас, Анига, Явлога) — «Анига», по другой версии от женского имени Анья.

## История
Первое картографическое упоминание селения Аннилова — на карте Санкт-Петербургской губернии Ф. Ф. Шуберта 1834 года.

АНГЕЛОВО — деревня мызы Гарбалово, принадлежит Надежде Кандиб, генерал-майорше, жителей по ревизии  22 м. п., 24 ж. п. (1838 год)

В пояснительном тексте к этнографической карте Санкт-Петербургской губернии П. И. Кёппена 1849 года деревня названа Anjala (Ангелово) и указано количество жителей деревни на 1848 год: эвремейсов — 22 м. п., 36 ж. п., а также четверо (2 м. п., 2 ж. п.) пришлых финнов, всего 62 человека.

АНГЕЛОВО — деревня жены губернского секретаря Ильиной, по просёлочной дороге, 10 дворов, 25 душ м. п. (1856 год)

АНГЕЛОВО — деревня владельческая при колодцах, 12 дворов, 42 м. п., 52 ж. п. (1862 год)

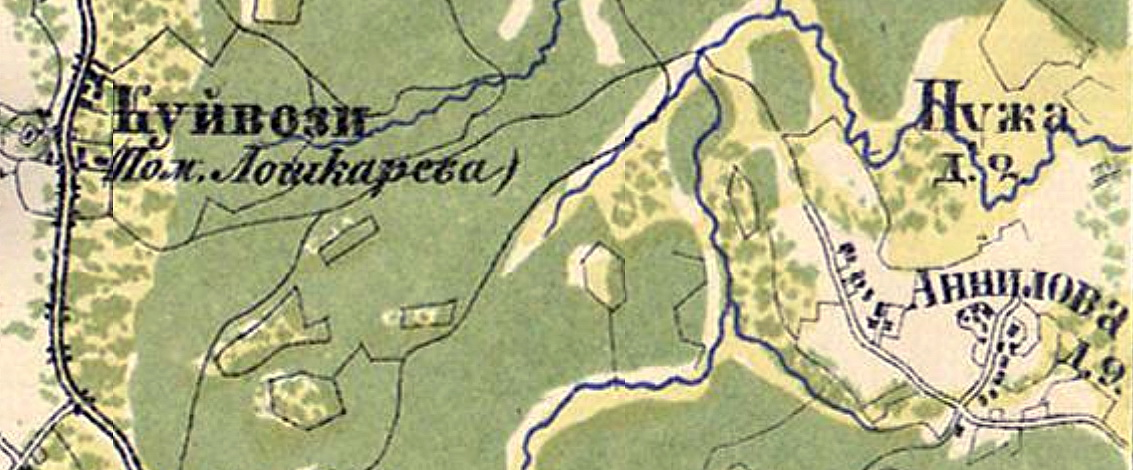
План деревни Аньялово. 1868 год

Согласно данным топографической карты частей Санкт-Петербургской и Выборгской губерний 1868 года деревня называлась Аннилова и насчитывала 9 дворов.

АННЕЛОВО — деревня Куйвозовского сельского общества при просёлочной дороге, при родниках 16 дворов, 44 м. п., 49 ж. п., всего 93 чел. кузница. (1896 год)

В конце XIX — начале XX века деревня административно относилась к Куйвозовской волости 4-го стана Санкт-Петербургского уезда Санкт-Петербургской губернии. Население деревни было однородным — финским.

АННЕЛОВО — селение Гарболовского сельского общества Куйвозовской волости, число домохозяев — 12, наличных душ: 28 м. п., 31 ж. п.; Количество надельной земли — 90/1118, в том числе лесного надела — 11 (в десятинах/саженях) (1905 год).

Согласно переписи населения СССР 1926 года:

АНЬЯЛОВО — деревня Лесколовского сельсовета Куйвозовской волости Ленинградского уезда, 22 хозяйства, 97 душ.

Из них: русских — 5 хозяйств, 16 душ (6 м. п. и 10 ж. п.); ингерманландцев — 14 хозяйств, 68 душ (31 м. п. и 37 ж. п.); суоми — 3 хозяйства, 13 душ (7 м. п. и 6 ж. п.). (1926 год)

По данным обследования, проведённого в 1927 году ЛОИКФУН, деревня насчитывала 18 дворов, где проживали: 73 финна и 20 русских.
В 1928 году население деревни составляло 100 человек.
В 1930-е годы в Аньялово был организован финский колхоз «Ройвас».
По административным данным 1933 года деревня Аньялово относилась к Лесколовскому сельсовету Куйвозовского финского национального района.
Согласно переписи населения СССР 1939 года:

АНЬЯЛОВО — деревня Лесколовского сельсовета Парголовского района, 66 чел. (1939 год)

Деревня Аннелово (Аньялово) на карте 1939 года

Согласно топографической карте РККА 1939 года деревня насчитывала 29 дворов. В 1940 году деревня также насчитывала 29 дворов.
До 1942 года — место компактного проживания ингерманландских финнов.
В 1956 году население деревни составляло 34 человека.
По данным 1966, 1973 и 1990 годов деревня Аньялово входила в состав Лесколовского сельсовета.
В 1997 году в деревне проживали 3 человека, в 2002 году — 1 человек (украинец), в 2007 году — постоянного населения не было, в 2010 году — проживали 2 человека.

## География
Деревня расположена в северной части района на автодороге 41К-336 (Подъезд к птицефабрике «Невская»).
Расстояние до административного центра поселения — 8 км.
Расстояние до ближайшей железнодорожной станции Пери — 5 км.
Деревня находится на правом берегу реки Авлога, к северу от Невской птицефабрики.

## Демография
| 1838 | 1848 | 1862 | 1896 | 1905 | 1926 | 1928 |
| ---- | ---- | ---- | ---- | ---- | ---- | ---- |
| 46   | ↗62  | ↗94  | ↘93  | ↘59  | ↗97  | ↗100 |
| 1939 | 1956 | 1997 | 2007 | 2010 | 2013 | 2017 |
| ↘66  | ↘34  | ↘3   | ↘0   | ↗2   | →2   | ↘0   |

### Национальный состав
Согласно данным Всероссийской переписи населения 2021 года в деревне проживали 18 человек, из них:
 русские — 12, грузины — 1 человек, остальные национальность не указали.

## Инфраструктура
В деревне ведётся активное коттеджное строительство. Также в деревне находится ДОЛ «Зарница» Санкт-Петербургского предприятия городского электрического транспорта.